# Петрущак Володимир
Володи́мир Петруща́к (нар. 1965 р.) — голова Асоціації українців в Каталонії «Червона калина».
Переїхав до Каталонії у 2001 р.
Асоціацію було створено у 2008 р. для підтримки української суботньої школи у Барселоні, яка розташована у приміщеннях церкви Сан-Пау-дал-Камп. У школі викладають українську мову, читання, українську літературу, історію України та народознавство (предмет «Я і Україна»).
Володимир Петрущак мешкає у передмісті Барселони, є будівельником. Має дружину та двох дітей — сина (17 років) та доньку (12 років).

## Адреса асоціації
Асоціація українців в Каталонії «Червона калина»

Поштова адреса: Барселона, вул. Санта-Моніка (кат. с. Santa Monica), 9

## Адреса української школи
Барселона, вул. Сан-Пау (кат. C. Sant Pau), 101